# Dywizjony pancerne
Dywizjony pancerne – pododdziały rozpoznawcze Wojska Polskiego II RP, wyposażone w czołgi i samochody pancerne, sformowane w mobilizacji alarmowej i walczące w kampanii wrześniowej 1939, w składzie wielkich jednostek kawalerii.
Były to samodzielne pododdziały znajdujące się w składzie każdej z jedenastu brygad kawalerii we wrześniu 1939.
Dywizjony rozpoznawcze stanowiły niezmiernie cenny komponent brygad kawalerii i były bardzo intensywnie wykorzystywane przez dowództwo, przede wszystkim zgodnie z ich przeznaczeniem, tj. do zadań rozpoznania.
Znane są jednak liczne przypadki skutecznego wsparcia (przede wszystkim przez szwadrony TK/TKS) walk pułków kawalerii, udział w pościgu (np. nad Bzurą) oraz w działaniach opóźniających.

## Organizacja wojenna dywizjonu pancernego
Dowództwo i pododdziały dywizjonu

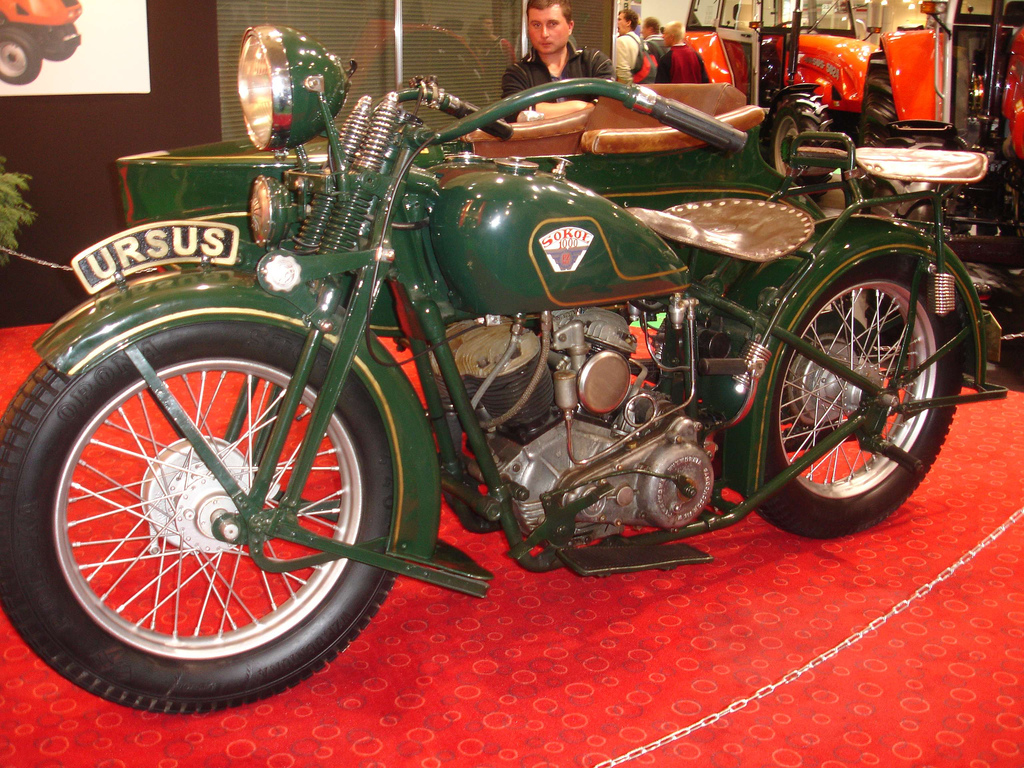
Motocykl Sokół 1000

- poczet dowódcy dywizjonu z gońcami
- drużyna łączności:
  - patrol radiotelegraficzny
  - patrol łączności z lotnictwem
- drużyna regulacji ruchu
- drużyna pionierów
- służby kwatermistrzowskie

Razem w dowództwie:
3 oficerów, 20 podoficerów, 27 szeregowców
samochód pancerny, 2 samochody osobowe, 2 samochody z radiostacjami N.2, 2 furgonetki, 1 sanitarka, samochód ciężarowy, 8 motocykli
Szwadron samochodów pancernych
- poczet dowódcy

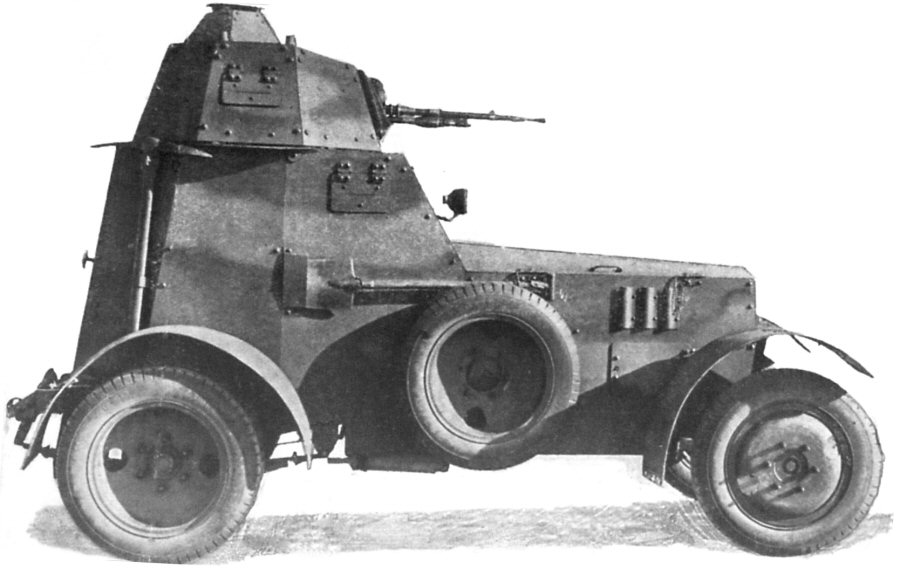
Samochód pancerny wz. 34

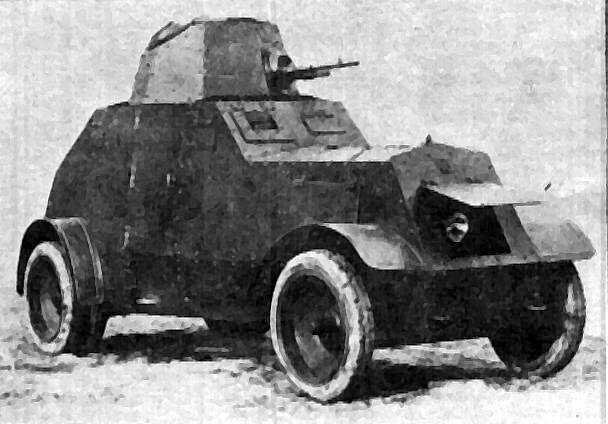
Samochód pancerny Ursus

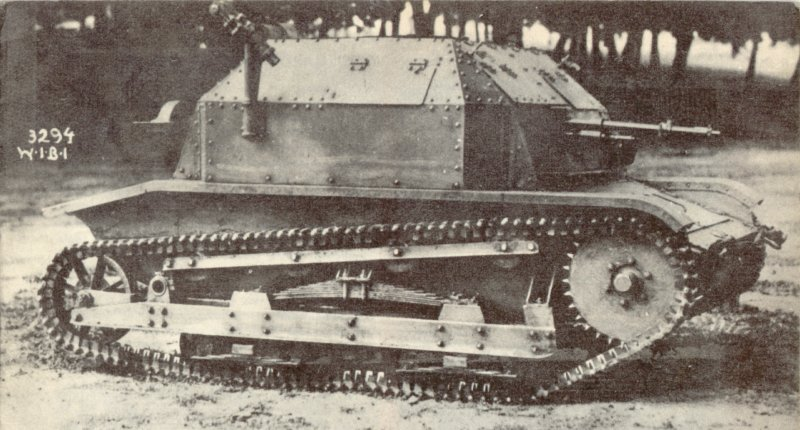
czołg TK-3

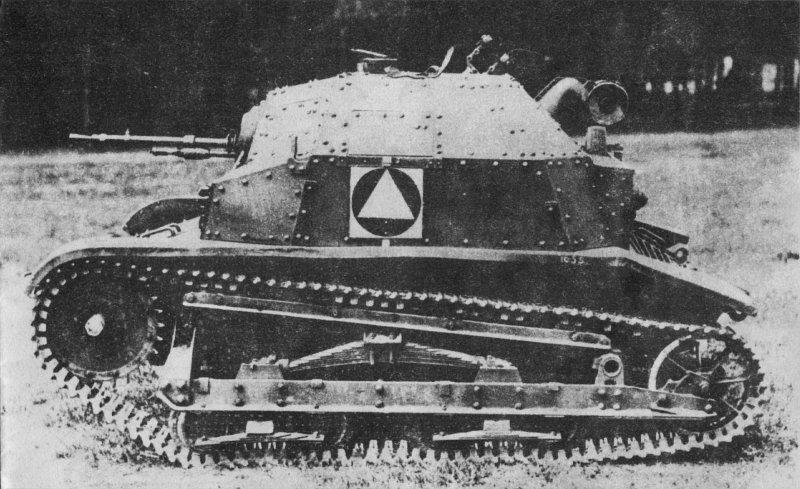
TKS -czołg podstawowy dywizjonu

  - patrole łączności radiowej i z lotnictwem,
- 2 x pluton samochodów pancernych
- drużyna gospodarcza.

Razem w szwadronie:
3 oficerów, 17 podoficerów, 25 szeregowców;
7 samochodów pancernych, samochód osobowy, samochód z radiostacją N2, 4 samochody ciężarowe, 5 motocykli, przyczepa na paliwo, kuchnia polowa
Szwadron czołgów rozpoznawczych TK/TKS
- poczet dowódcy
  - patrole łączności radiowej i z lotnictwem
- 2 x pluton czołgów
- drużyna gospodarcza

Razem w szwadronie:
3 oficerów, 21 podoficerów, 2 szeregowców;
13 czołgów, terenowy samochód osobowy, samochód z radiostacją N.2, 2 samochody ciężarowe, 5 motocykli, 2 przyczepy towarzyszące, przyczepa na paliwo, kuchnia polowa
Pluton (szwadron) techniczno-gospodarczy
- drużyna techniczna
- drużyna gospodarcza
- tabor
- załogi zapasowe

Razem w plutonie
1 oficer, 11 podoficerów, 31 szeregowców
samochód-warsztat, 2 cysterny, 9 samochodów ciężarowych, ciągnik, 1 motocykl, transporter czołgów, 3 przyczepy na paliwo, kuchnia polowa
Ogółem dywizjon liczył 10 oficerów, 69 podoficerów i 112 szeregowców.
Większość szwadronów samochodów pancernych była wyposażona w 2,2-tonowe wozy wzór 34-II, jeden zaś w 4,8-tonowe samochody Ursus wz. 29.
Szwadron czołgów rozpoznawczych to 11 czołgów TK lub TKS.
Ze względu na bardzo słabe opancerzenie i uzbrojenie te 2,5-tonowe czołgi zasługiwały raczej na nazwę "tankietek".
Z dokumentów Centralnego Archiwum Wojskowego, wynika następująca organizacja dywizjonu:
- dowódca dywizjonu,
- poczet dowódcy dywizjonu z adiutantem dywizjonu, gońcami i patrolem sanitarnym,
- drużyna łączności: 2 patrole radio i patrol łączności z lotnictwem,
- drużyna regulacji ruchu (2 patrole),
- drużyna pioniersko-przeciwgazowa (3 patrole),
- organa kwatermistrzowskie,
- pluton techniczno-gospodarczy
  - dowódca plutonu,
  - drużyna techniczna,
  - drużyna gospodarcza (załoga zapasowa, kucharze, szewc i krawiec),
  - tabor,

Razem w dowództwie:
Stan etatowy: 4 oficerów, 31 podoficerów, 60 szeregowców.
Sprzęt etatowy -
Sprzęt pancerny: samochód pancerny – 1,
Środki transportu:
- samochody: osobowe-łazik – 2, ciężarowe – 10, do przewozu czołgów – 2, radio – 2 (1 N1/S i 1 N2/S), furgon – 3, sanitarny – 1, warsztat – 1, cysterna – 3,
- przyczepy: kuchnia – 1, elektrownia – 1, benzynowe – 3,
- motocykl z przyczepką – 9.
Uzbrojenie: pistolety oficerów – 4 (nie wykazywane w etacie), kbk z bagnetem – 73, pistolety – 15, bagnety – 18 (tzw. luźne), RKM – 2, CKM – 2.
- szwadron samochodów pancernych
  - dowódca,
  - poczet dowódcy (gońcy, patrol radio, patrol łączności z lotnikiem),
  - 2 plutony samochodów pancernych (każdy w składzie: dowódca, załogi samochodów pancernych, patrol reperacyjny),
  - drużyna gospodarcza (kucharze, tabor).

Razem w szwadronie:
Sprzęt pancerny – samochody pancerne – 7,
Środki transportu:
- samochody: osobowe-łazik – 1, ciężarowe – 2, radio – 1 (N2/S), furgon – 2, :
- przyczepy: kuchnia – 1, benzynowa – 1
- motocykl z przyczepką – 5
Uzbrojenie: pistolety oficerów – 3 (nie wykazywane w etacie), kbk z bagnetem – 24, pistolety – 18, bagnety – 18 (tzw. luźne), CKM – 4 (pokładowe), działka 37mm – 3 (pokładowe)
- Szwadron czołgów rozpoznawczych TK/TKS
  - Dowódca,
  - poczet dowódcy (gońcy, patrol radio, patrol łączności z lotnikiem),
  - 2 plutony czołgów (każdy w składzie: dowódca, załogi czołgów, patrol reperacyjny),
  - drużyna gospodarcza (kucharze, tabor).

Razem w szwadronie: 3 oficerów, 20 podoficerów, 29 szeregowców;
Sprzęt pancerny: czołgi rozpoznawcze – 13,
Środki transportu:
- samochody: osobowe-łazik – 1, ciężarowe – 2, radio – 1,
- przyczepy: towarzyszące – 2, kuchnia – 1, benzynowe – 1
- motocykle z przyczepkami - 5
Uzbrojenie: pistolety oficerów – 3 (nie wykazywane w etacie), kbk z bagnetem – 20, pistolety – 29, bagnety – 29 (tzw. luźne), CKM – 8, NKM – 5.
Uwaga NKM 20mm były w etacie w ilości 5 egz. Faktycznie szwadrony posiadały po 4 egz., ale nie wszystkie. Jeżeli szwadron nie posiadał NKM, to o ilość NKM większa była ilość CKM.
Ogółem dywizjon liczył: 10 oficerów, 68 podoficerów i 114 szeregowców.
Sprzęt pancerny: samochody pancerne – 8, czołgi rozpoznawcze – 13,
Środki transportu:
- samochody: osobowe-łazik – 4, ciężarowe – 14, do przewozu czołgów – 2, radio – 4 (1 N1/S i 3 N2/S), furgon – 5, sanitarny – 1, warsztat – 1, cysterny – 3,
- przyczepy: towarzyszące – 2, kuchnie – 3, elektrownia – 1, benzynowe – 5,
- motocykle z przyczepką – 19,
Uzbrojenie: pistolety oficerów – 10 (nie wykazywane w etacie), kbk z bagnetem – 117, pistolety – 62, bagnety – 65 (tzw. luźne), RKM – 2, CKM – 14, NKM – 5, działka 37mm – 3.
Dywizjon wyposażony w samochody pancerne wz. 29 był liczniejszy, liczył: 10 oficerów, 76 podoficerów i 122 szeregowców.
Sprzęt pancerny: samochody pancerne – 8, czołgi rozpoznawcze – 13,
Środki transportu:
- samochody: osobowe-łazik – 4, ciężarowe – 14, do przewozu czołgów – 2, radio – 4 (1 N1/S i 3 N2/S), furgon – 5, sanitarny – 1, warsztat – 1, cysterny – 3,
- przyczepy: towarzyszące – 2, kuchnie – 3, elektrownia – 1, benzynowe – 5,
- motocykle z przyczepką – 19,
Uzbrojenie: pistolety oficerów – 10 (nie wykazywane w etacie), kbk z bagnetem – 117, pistolety – 78, bagnety – 81 (tzw. luźne), RKM – 2, CKM – 25, NKM – 5, działka 37mm – 8. (Uwaga do NKM jak w przypadku szwadronu czołgów rozpoznawczych).
Dywizjon wyposażony w samochody pancerne wz.34 był określany jako typ A, dywizjon z samochodami pancernymi wz.29 - jako typ B.

## Uzbrojenie i wyposażenie dywizjonu
- 13 czołgów rozpoznawczych TK-3 lub TKS
- 8 samochodów pancernych wz. 34 lub wz. 29
- 16 samochodów ciężarowych Polski Fiat 621 L lub URSUS
- 8 terenowych samochodów osobowych Polski Fiat 508/III Łazik
- 2 samochody Polski Fiat 508/III wz. 35 furgon (odkryty)
- 1 sanitarka Polski Fiat 614
- 1 samochód-warsztat
- 2 samochody-cysterny
- 1 ciągnik
- 19 motocykli Sokół 600 i Sokół 1000
- 1 transporter czołgów[b]
- 6 przyczep (w tym 3 na paliwo)
- 3 kuchnie polowe

Według etatów z CAW, dywizjon typ A posiadał etatowo
sprzęt pancerny:
- samochody pancerne - 8
- czołgi rozpoznawcze - 13[c]

środki transportu:
- samochody:
  - osobowe-łazik - 4
  - ciężarowe - 14
  - do przewozu czołgów - 2
  - radio - 4
  - furgon - 5
  - sanitarne - 1
  - warsztat - 1
  - cysterna - 3
- przyczepy
  - towarzyszące - 2
  - kuchnia - 3
  - elektrownia - 1
  - benzynowe - 5
- motocykle z przyczepkami - 19

uzbrojenie:
- pistolety oficerów - 10[d]
- kbk z bagnetem - 117
- pistolety - 62
- bagnety - 65[e]
- RKM - 2
- CKM - 14
- NKM - 5[f]
- działka 37mm - 3

Dywizjon typ B posiadał etatowo
sprzęt pancerny - jak typ A,
środki transportu - jak typ A,
uzbrojenie, jak typ A, z wyjątkiem:
- pistolety - 78
- bagnety - 81 (tzw. luźne)
- CKM - 25 (Uwaga jak w typie A)
- działka 37mm - 8